# Базитамакский сельсовет
Базитама́кский сельсовет  — муниципальное образование в Илишевском районе Башкортостана.

## История
Согласно «Закону о границах, статусе и административных центрах муниципальных образований в Республике Башкортостан» имеет статус сельского поселения.
Административный центр — село Базитамак.

## Население
| 2002  | 2009  | 2010  | 2012  | 2013  | 2014  | 2015  |
| ----- | ----- | ----- | ----- | ----- | ----- | ----- |
| 2034  | ↘1944 | ↘1904 | ↘1843 | ↘1801 | ↘1742 | ↘1699 |
| 2016  | 2017  | 2018  |       |       |       |       |
| ↘1636 | ↘1603 | ↘1561 |       |       |       |       |

## Состав сельского поселения
| №  | Населённый пункт | Тип населённого пункта       | Население |
| -- | ---------------- | ---------------------------- | --------- |
| 1  | Базитамак        | село, административный центр | ↘666      |
| 2  | Чуй-Атасево      | деревня                      | ↘310      |
| 3  | Ташкичи          | деревня                      | ↘217      |
| 4  | Мари-Менеуз      | деревня                      | ↗201      |
| 5  | Татарский Менеуз | деревня                      | ↘156      |
| 6  | Новонадырово     | деревня                      | ↘134      |
| 7  | Старонадырово    | деревня                      | →89       |
| 8  | Кызыл-Юлдуз      | деревня                      | ↘85       |
| 9  | Малотазеево      | деревня                      | ↗46       |
| 10 | Буляк            | деревня                      | ↘0        |